# أنابيل لويس
أنابيل لويس (بالإنجليزية: Annabelle Lewis)‏ هي منافسة ألعاب القوى بريطانية، ولدت في 20 مارس 1989.

## وصلات خارجية
- أنابيل لويس على موقع الاتحاد الدولي لألعاب القوى (الإنجليزية)
- أنابيل لويس على موقع ThePowerOf10.info (الإنجليزية)
- أنابيل لويس على موقع الدوري الماسي (الإنجليزية)